# Ulf Söderblom
Ulf Arne Söderblom (Turku, 5 febbraio 1930 – Helsinki, 4 febbraio 2016) è stato un direttore d'orchestra e docente finlandese.
È stato il direttore principale dell'Opera Nazionale Finlandese dal 1973 al 1993 ed è stato una figura chiave nella rinascita del Savonlinna Opera Festival. Protagonista della musica finlandese, ha diretto le prime mondiali di diverse opere di compositori finlandesi tra cui The Last Temptations di Kokkonen e Kullervo e The Horseman di Sallinen.

## Biografia
Ulf Söderblom nacque a Turku, figlio di Arne Paulinus Soderblom e Gerda Mathilda Rajalin. Studiò all'Università di Åbo Akademi di Turku con Otto Andersson dal 1950 al 1952 e all'Accademia di musica di Vienna con Hans Swarowsky dal 1954 al 1957. Debuttò come direttore nel 1957 dirigendo una produzione de Il flauto magico a Turku. Nello stesso anno sposò la fisioterapista Karin Helena Ehrnrooth.
Iniziò a dirigere per l'Opera Nazionale Finlandese nel 1957, inizialmente come direttore di coro e nel 1973 diventò direttore principale e direttore musicale, posizione che avrebbe ricoperto per i 20 anni successivi. Fu anche determinante nella ripresa del Savonlinna Opera Festival nel 1967 dopo 50 anni di inattività. La riapertura fu celebrata con Söderblom che diresse il Fidelio di Beethoven nel castello di Olavinlinna.
Come professore di musica Söderblom ha insegnato direzione alla Sibelius Academy e ha diretto le sue orchestre dal 1965 al 1968 e presso l'Åbo Akademi University dal 1991. L'Università Åbo Akademi gli ha conferito un dottorato onorario nel 1998.
È morto il giorno prima del suo 86º compleanno.

## Prime mondiali dirette
- The Horseman di Aulis Sallinen, Savonlinna, 17 luglio 1975[4]
- The Last Temptations di Joonas Kokkonen, Helsinki, 2 settembre 1975[4]
- Silkkirumpu (Il tamburo di seta) di Paavo Heininen, Helsinki, 5 aprile 1984[4]
- Veitsi (Il coltello) di Paavo Heininen, Savonlinna, 3 luglio 1989[4]
- Det sjungande trädet (L'albero che canta) di Erik Bergman, Helsinki, 3 settembre 1995[4]
- Kullervo di Aulis Sallinen, Los Angeles, 25 febbraio 1992[5]

Oltre ai precedenti spettacoli, Söderblom ha anche diretto la registrazione in prima mondiale di Juha di Aarre Merikanto nel 1972.